# Ropalidia antennata
Ropalidia antennata är en getingart som först beskrevs av Henri Saussure 1890.  Ropalidia antennata ingår i släktet Ropalidia och familjen getingar. Inga underarter finns listade i Catalogue of Life.